# Theo Ehrlicher
Theo Ehrlicher (4 april 1916 - Den Haag, 11 juli 2007) was een Nederlandse steelgitarist. Hij werd vooral bekend door zijn optreden met de Kilima Hawaiians.
De Kilima Hawaiians was een groep die in 1934 werd opgericht door gitarist Bill Buysman. Zij speelden Hawaii-muziek, met als kenmerk de steelgitaar, die in de jaren dertig en veertig van de twintigste eeuw populair was in Nederland. Er bestonden talloze orkestjes, die Hawaii-muziek speelden. De Kilima Hawaiians, in hun bijpassende tropische outfits, waren het meest bekend.
Theo Ehrlicher was in 1945 de opvolger van Vic Spangenberg. Als steelgitarist was hij een van de belangrijkste leden van de band en verantwoordelijk voor hun kenmerkende sound. In de periode 1945-1950 kende het succes van de groep een hoogtepunt. In de jaren vijftig nam de interesse in hun muziekstijl langzaam maar zeker af. Theo Erhlicher verliet de Kilimas in 1958. De band bleef tot in de jaren zeventig actief.
Ehrlicher werd 91 jaar en gaf nog steeds gitaarles.